# پنگپوش
پنگپوش (به لاتین: Pangpoche) یک کوه در نپال است که در نپال واقع شده‌است. پنگپوش ۶٬۶۲۰ متر بالاتر از سطح دریا واقع شده‌است.